# ワイルドハートスポーツジム
ワイルドハートスポーツジム（Wild Heart Sports Gym）は東京都新宿区に所在する女子ボクシング専門ジムである。

## 歴史・概略
ジムの設立は1998年。当時、女子ボクシングはプロアマとも統括組織が存在していなかったが、日本初の女性専用ジムとして話題にもなった。
日本アマチュアボクシング連盟（JABF）による認定まで、ジムでアマチュア大会を主催。この大会には後の世界王者菊地奈々子も参加していた。一方で、全日本大会にも選手を送り込み多くのタイトルも獲得している。
2008年の日本ボクシングコミッション（JBC）女子認定に伴い、レパード玉熊ジム提携の元プロ育成を開始。菅原彩子がプロ第1号となった。